# Paradise River (Sandwich Bay)
Der Paradise River ist ein ca. 180 km langer Fluss im Süden von Labrador.

## Flusslauf
Der Paradise River entspringt in einem 400 m hoch gelegenen Seengebiet im zentralen Südosten der Labrador-Halbinsel. Die Region ist ebenfalls das Quellgebiet von Alexis River, St. Lewis River und St. Paul River. Der Paradise River fließt anfangs 5 km nach Westen zu einem namenlosen See, den er durchfließt. Anschließend fließt er ca. 35 km in Richtung Nordnordwest. Er wendet sich auf den folgenden 10 Kilometern nach Osten. Auf den unteren 130 Kilometern fließt der Paradise River in überwiegend nordnordöstlicher Richtung und mündet schließlich in das südwestliche Ende der Sandwich Bay. Am Ostufer der Mündung liegt die Siedlung Paradise River (unincorporated place). Bei Flusskilometer 62 überquert der Trans-Labrador Highway (Route 510) den Fluss. Dort befindet sich der Abzweig nach Cartwright. Das Einzugsgebiet des Paradise River umfasst eine Fläche von 5276 km².

## Flussfauna
Im Paradise River sind der Atlantische Lachs sowie der Bachsaibling (sowohl anadrome als auch nicht-anadrome Form) heimisch. Zu den weiteren Fischarten im Flusssystem gehören der Dreistachlige und der Neunstachlige Stichling.